# Zawsie (Kijów)
Zawsie (niem. Neudorf) – część wsi Kijów w Polsce, położona w województwie opolskim, w powiecie nyskim, w gminie Otmuchów.
W latach 1975–1998 Zawsie administracyjnie należało do ówczesnego województwa opolskiego.

## Toponimia
Miejscowość po raz pierwszy wzmiankowana w 1309 roku jako łac. Nova villa. Wskazuje to na pierwotną nazwę polską Nowa Wieś. Komisja Ustalania Nazw wybrała nazwę Zawsie. Jest to nazwa topograficzna oznaczająca miejsce za wsią.